# 我和我的T媽媽
《我和我的T媽媽》（英語：The Priestess Walks Alone），是黃惠偵的紀錄短片，並榮獲2016年南方影展的評審團獎和人權關懷獎，以及第39屆金穗獎首獎。

## 書籍
2017年10月1日黃惠偵出版同名散文《我和我的T媽媽》。該書獲得侯孝賢、陳芳明、唐綺陽、聶永真、洪仲清、郝譽翔、陳雪、紀大偉、李屏瑤、Orange Fruit等人聯合推薦，並隨書附贈紀錄片《我和我的T媽媽》DVD。

## 奬項
| 年份   | 頒獎典禮     | 獎項       | 結果 |
| ------ | ------------ | ---------- | ---- |
| 2016年 | 南方影展     | 評審團獎   | 獲獎 |
| 2016年 | 南方影展     | 人權關懷獎 | 獲獎 |
| 2017年 | 第39屆金穗獎 | 首獎       | 獲獎 |

## 外部連結
- 官方网站
- 我和我的T媽媽的Facebook專頁
- 開眼電影網上《我和我的T媽媽》的資料（繁體中文）
- 互联网电影数据库（IMDb）上《我和我的T媽媽》的资料（英文）